# Liste der Bodendenkmale in Bleyen-Genschmar
In der Liste der Bodendenkmale in Bleyen-Genschmar sind alle Bodendenkmale der brandenburgischen Gemeinde Bleyen-Genschmar und ihrer Ortsteile aufgelistet. Grundlage ist die Veröffentlichung der Landesdenkmalliste mit dem Stand vom 31. Dezember 2020.

## Bodendenkmale
| Gemarkung        | Flur | Kurzansprache | Bodendenkmalnummer | Bemerkung | Bild |
| ---------------- | ---- | --- | ------------------ | --------- | ---- |
| Bleyen (Lage)    | 1    | Dorfkern deutsches Mittelalter, Dorfkern Neuzeit | 60211              |           |      |
| Bleyen (Lage)    | 1    | Einzelfund römische Kaiserzeit, Schanze Neuzeit | 60934              |           |      |
| Genschmar (Lage) | 6    | Rast- und Werkplatz Mesolithikum, Siedlung slawisches Mittelalter, Siedlung Neolithikum, Siedlung Bronzezeit, Siedlung Eisenzeit, Siedlung römische Kaiserzeit, Schlachtfeld Neuzeit, Hügelgräberfeld Urgeschichte | 60263              |           |      |
| Genschmar (Lage) | 2    | Siedlung slawisches Mittelalter | 60265              |           |      |
| Genschmar (Lage) | 2    | Siedlung slawisches Mittelalter, Siedlung römische Kaiserzeit, Siedlung Eisenzeit | 60266              |           |      |
| Genschmar (Lage) | 6    | Siedlung Urgeschichte | 60267              |           |      |
| Genschmar (Lage) | 1, 3 | Dorfkern deutsches Mittelalter, Friedhof Neuzeit, Dorfkern Neuzeit, Friedhof deutsches Mittelalter, Siedlung Urgeschichte                                                                                          | 60268              |           |      |
| Genschmar (Lage) | 6    | Siedlung slawisches Mittelalter, Siedlung Urgeschichte | 60269              |           |      |